# Drena
Drena és un municipi italià, dins de la província de Trento. L'any 2007 tenia 430 habitants. Limita amb els municipis d'Arco, Cavedine, Dro i Villa Lagarina.

## Administració
| Període | Identitat           | Partit        |
| ------- | ------------------- | ------------- |
| 2005-   | Tarcisio Michelotti | Llista cívica |